# Xishao
Xishao (kinesiska: 西邵, 西邵乡) är en socken i Kina. Den ligger i provinsen Henan, i den centrala delen av landet, omkring 210 kilometer nordost om provinshuvudstaden Zhengzhou. Antalet invånare är 39 883. Befolkningen består av 20 799 kvinnor och 19 084 män. Barn under 15 år utgör 26,0 %, vuxna 15-64 år 66 %, och äldre över 65 år 7,0 %.
Genomsnittlig årsnederbörd är 630 millimeter. Den regnigaste månaden är juli, med i genomsnitt 207 mm nederbörd, och den torraste är januari, med 3 mm nederbörd.